# 陈宜禧铜像及纪念亭
陈宜禧纪念亭，位于中国广东省江门市台山市台城街道南塘社区台西路，为台山市的一个省级文物保护单位，类型为近现代重要史迹及代表性建筑。

## 概述
陈宜禧纪念亭坐东北向西南。建于1920年3月20日，1967年铜像被毁，纪念亭迁至台城人工湖畔。1984年9月26日，台山县人民政府重立铜像及纪念亭于现址。陈宜禧的铜铸立像，在纪念亭中间亭座上面。1989年，公布为台山市文物保护单位。2019年4月，公布为广东省文物保护单位。